# Bresse

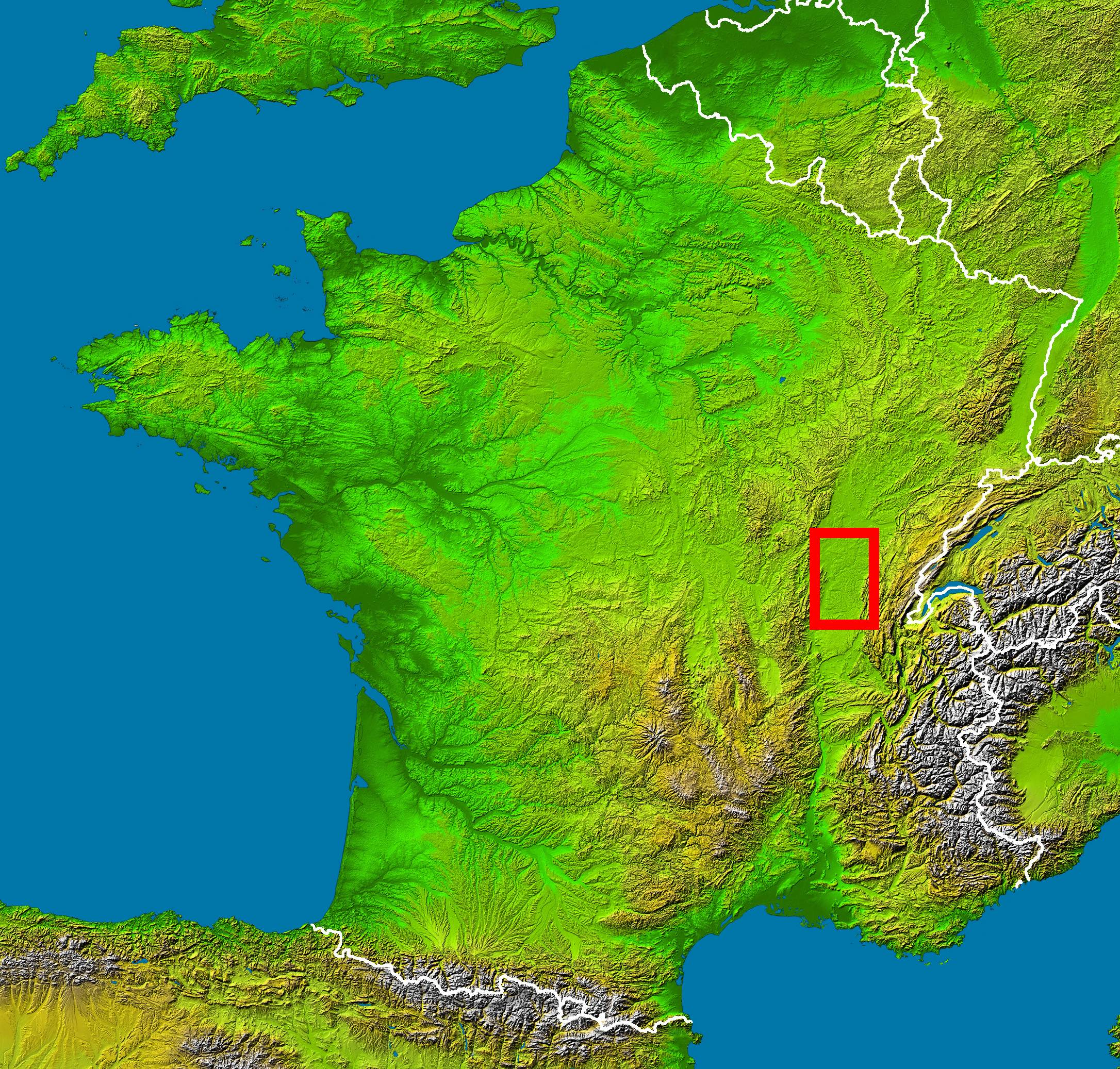
Localizzazione della Bresse

La Bresse (Arpitano: Brêsse) era un'antica provincia francese, in italiano nota anche come Bressa. Comprende zone facenti parte delle regioni Rodano-Alpi, Borgogna e Franca Contea nella Francia orientale. Geograficamente è suddivisibile in due aree distinte: Bresse bourguignonne (o louhannaise), situata nella zona est del dipartimento Saona e Loira, e Bresse de l'Ain o savoyarde, posta nel dipartimento dell'Ain. Gli abitanti della regione si definiscono "Bressans".
La Bresse è delimitata a sud dal fiume Dombes, a nord dal fiume Doubs, a est dal fiume Saône e ad ovest dalle montagne del Giura, per un'estensione di circa 60 km nel senso della latitudine e di 20 km nel senso della longitudine. La zona così delimitata è un altopiano con un'altezza media sul livello del mare compresa tra i 150 e i 250 m, con pochi rilievi notevoli e una leggera inclinazione verso occidente. Lande incolte e boschi cedui si alternano a pascoli e terre coltivabili; nella zona settentrionale troviamo numerose paludi e specchi d'acqua. La regione è attraversata dai fiumi Veyle, Reyssouze e Seille, tutti tributari della Saône. Il suolo è argilloso ma abbastanza fertile e molto diffuso è l'allevamento: molto noti sono i polli allevati in questa zona.

## Storia
Il paese della Bresse appartenne nel corso del Medioevo ai signori di Bâgé, per poi passare nel 1272 ai Conti di Savoia.
Elevata a contea la Bresse appartenne poi per più di tre secoli ai conti, quindi ai duchi di Savoia.
Fu un periodo di prosperità per la regione, soprattutto il XV secolo. Bâgé era il capoluogo originario dove vivevano i conti. Tuttavia la vicinanza della frontiera francese favorì l'emergere di Bourg-en-Bresse che divenne la nuova capitale all'inizio del XV secolo. La provincia dovette fronteggiare le mire del re di Francia, che desiderava ingrandire il proprio stato.
Dopo il 1350 la Bresse fu governata, a nome del conte di Savoia, da luogotenenti generali che dovevano rendere conto al cancelliere ed al consiglio di Savoia, ed erano revocabili a discrezione dal conte.
Fra i 1506 ed il 1532 Margherita d'Austria fece costruire la chiesa di Brou, monumentale sepolcro sabaudo.
Scoppiata la guerra franco-savoiarda tra la Francia di Enrico IV ed il ducato di Savoia di Carlo Emanuele I, la Bresse fu conquistata dal maresciallo Carlo di Gontaut, duca di Biron nell'agosto del 1600; alla fine della guerra, con il trattato di Lione del gennaio 1601 la contea venne ceduta dal duca Carlo Emanuele I al regno di Francia, insieme ad altri territori sabaudi, in cambio del marchesato di Saluzzo.
Dopo l'annessione alla Francia, il territorio fu aggregato alla generalità di Borgogna e governato secondo la legge consuetudinaria di tale regione (Coutume de Bourgogne).
Nel 1790 la Bresse fu ricompresa nel nuovo dipartimento dell'Ain.